# Look at Me (XXXTentacion)
Look at Me è il singolo di debutto del rapper statunitense XXXTentacion, inizialmente pubblicato come un brano indipendente, sia sulla piattaforma online SoundCloud sia su iTunes, poi divenuto parte integrante del primo mixtape da solista dello stesso XXXTentacion, intitolato Revenge.
Si tratta del maggiore successo del rapper di Plantation: il brano, infatti, riuscì ad ottenere una certificazione di doppio disco di platino dalla RIAA, con il superamento dei due milioni di vendite.

## Antefatti
Il 30 dicembre 2015 esce la canzone nel profilo di ROJAS, co-produttore della canzone, per poi essere pubblicata nell'2016.
Nelle annotazioni verificate aggiunte insieme ai testi delle canzoni su Genius, Rojas, il co-produttore della canzone, ha parlato di come si è fatta la canzone:
Rojas ha anche parlato dell'origine del beat:
Infine, Rojas ha parlato di come Jimmy Duval abbia trovato il campione:

## Registrazione
La traccia, che ha un tempo di 139 BPM (battiti per minuto), preleva un campione di Changes del dubstep DJ e produttore discografico britannico Mala. Look at Me presenta un basso estremamente pesante e distorto, creando una sensazione aggressiva durante tutta la canzone. Mentre alcuni hanno criticato la pesante distorsione a causa di un cattivo missaggio, Rojas, il produttore, ha detto che il missaggio e la distorsione della traccia erano intenzionali come per differenziare il brano da altre canzoni hip hop popolari.

## Video musicale
Il video musicale ufficiale di Look at Me è stato pubblicato sul canale YouTube dell'artista il 12 settembre 2017. Il video include sia Look at me che Riot di XXXTentacion ed è diretto da LaShawnna Stanley. Il video si rivelerà poi essere un'esca per il pubblico (vedasi sotto).

## Tracce
Versione singolo
1. Look at Me – 2:31 (testo: Jahseh Onfroy – musica: Rojas, Jimmy Duval)

Versione album
1. Look at Me – 2:06 (testo: Jahseh Onfroy – musica: Rojas, Jimmy Duval)

Versione tagliata
1. Look at Me – 2:19 (testo: Jahseh Onfroy – musica: Rojas, Jimmy Duval)

## Controversie

### Il plagio di Drake
Il 28 gennaio 2017, il rapper canadese Drake si esibì in un suo concerto ad Amsterdam, live caratterizzata dalla performance dell'artista di un nuovo brano, intitolato KMT, poi inserito nell'album More Life. Tale canzone fece allarmare Onfroy, all'epoca detenuto in carcere, il quale sospettò che Drake gli avesse plagiato il flow del brano Look at Me: Drake rispose, attraverso un'intervista con DJ Semtex, sostenendo di non aver composto il proprio brano con l'intenzione di plagiare quello di XXXTentacion.

### Il videoclip ufficiale
Il 12 settembre 2017, XXXTentacion rilasciò sul proprio canale YouTube il videoclip ufficiale della canzone, a quasi sette mesi di distanza dalla pubblicazione ufficiale del brano su iTunes. L'uscita imminente del video del brano era stata annunciata il 24 agosto precedente, attraverso due post sul profilo ufficiale di XXXTentacion che furono particolarmente criticati (nel primo, un video di una manciata di secondi, Onfroy si mostrava nell'atto di impiccarsi; nel secondo, video poi rimosso, Onfroy e alcuni suoi colleghi commentavano le riprese appena effettuate).
Il videoclip comincia con la discesa dal cielo di un angelo vestito da dildo, quindi la scena si sposta in un'aula scolastica, con un professore che viene assalito da un gruppo di studenti capeggiati da Onfroy stesso, che lo colpiscono con oggetti fallici. Quindi, la canzone si interrompe, lasciando spazio a Riot, brano che XXXTentacion aveva già pubblicato sul profilo SoundCloud, inneggiante alla rivolta degli afroamericani oppressi; nel mentre, vengono mostrati Onfroy ed altri due individui di colore appesi a tre cappi, per fare poi spazio a riprese rievocanti importanti vicende che hanno scosso l'opinione pubblica in relazione alla repressione afroamericana:
- La vicenda di Emmett Till, ragazzo ucciso per motivi razziali nel 1955 a Money, Mississippi;
- La vicenda di Philando Castile, afroamericano ucciso dal poliziotto Jeronimo Yanez di fronte alla moglie ed al figlio, credendo che l'uomo stesse per estrarre un'arma per aggredire il poliziotto;[23]
- La vicenda di Rodney King, tassista aggredito nel 1991 da alcuni poliziotti di Los Angeles;
- La vicenda di Heather Heyer, attivista bianca in favore dei diritti degli afroamericani uccisa a Charlottesville nel 2017 da un bianco suprematista;
- La vicenda di Michael Brown, afroamericano ucciso a Ferguson nel 2014.

Vengono poi mostrati Onfroy e due bambini, uno bianco ed uno nero. Onfroy, quindi, fa indossare al bambino bianco un cappio, e lo impicca. Quindi, una volta cessata la musica, XXXTentacion legge sul suo smartphone un discorso volto alla sensibilizzazione delle nuove generazioni.
Il videoclip di Look at Me è stato ampiamente discusso e criticato per le immagini forti, specialmente in riferimento all'impiccagione del bambino bianco. LeShawna Stanley ha dichiarato di aver fatto un casting comprendente ben venti bambini, e di aver spesso avuto a che fare con genitori che hanno poi fatto passi indietro per l'eccessiva asprezza del messaggio che Onfroy intendeva lanciare con tale scena. Molti critici hanno suddiviso il videoclip in tre parti di significato diverso:
1. Look at Me: la prima parte evidenzia lo stile (superato) del vecchio XXXTentacion, attraverso una canzone priva di un vero e proprio significato profondo, non impegnata sotto alcun punto di vista;
2. Riot: la seconda parte rievoca l'oppressione ai danni degli afroamericani, inneggiando alla rivolta violenta contro gli oppressori (tale concetto era stato trattato anche da Kanye West);[25]
3. Il discorso: infine, Onfroy si rivolge al suo pubblico smettendo di cantare, parlando solamente, esponendo un discorso trattante la libertà di parola, i diritti degli afroamericani, i bianchi suprematisti, proponendo una ripresa da parte del popolo oppresso con il rifiuto della violenza inneggiata proprio nella canzone Riot.[26]

## Accoglienza
Il web accolse molto positivamente la canzone di XXXTentacion, che divenne ben presto virale, e rese possibile la crescita della fama dello stesso Onfroy. Tuttavia, molte riviste e siti, nel recensire tale brano, delinearono sia aspetti positivi, sia aspetti negativi. Il sito web TheMusicalHype definì ben riuscita la produzione del beat, elogiando anche l'aspetto grezzo dei bassi distorti, mentre, dall'altro lato, criticò il testo eccessivamente volgare, "misogino" e privo di un vero significato. Il sito sottolineò l'aspetto aggressivo delle liriche del brano.

## Classifiche
Il brano esordì il 25 febbraio nella classifica nazionale Billboard Hot 100, alla 95ª posizione.
| Classifica (2017-2018)   | Posizione massima |
| ------------------------ | ----------------- |
| Austria                  | 64                |
| Canada                   | 33                |
| Francia                  | 61                |
| Italia                   | 98                |
| Paesi Bassi              | 73                |
| Regno Unito              | 95                |
| Scozia                   | 65                |
| Stati Uniti              | 34                |
| Stati Uniti (hip-hop)    | 18                |
| Svizzera                 | 50                |
| Ungheria (Single Top 40) | 36                |
| Ungheria (Stream Top 40) | 35                |